# Col Montezuma
Pour les articles homonymes, voir Montezuma.
Le col Montezuma – Montezuma Pass en anglais – est un col routier des monts Huachuca situé dans le comté de Cochise, en Arizona, aux États-Unis. Franchi par la Montezuma Canyon Road à 1 993 m d'altitude, il est protégé au sein du Coronado National Memorial, qui est géré par le National Park Service. Il sert de point de départ au Coronado Peak Trail, un sentier de randonnée menant au pic Coronado, et qui est classé National Recreation Trail depuis 1981.